# Відносини Сполучені Штати Америки — Європейський Союз
Відносини між Сполученими Штатами Америки та Європейським Союзом почалися в 1953 році, коли американські дипломати відвідали Європейське співтовариство вугілля та сталі (попередник ЄС, створене в 1951 році) на додаток до національних урядів шести країн-засновників (Бельгії, Франції, Італії, Люксембург, Нідерланди та Західна Німеччина). Дві сторони поєднують хороші відносини, які зміцнюються НАТО (військовий альянс), співробітництво у сфері торгівлі та спільні цінності.

## Історія

### Встановлення дипломатичних відносин
Дипломатичні відносини між США та Європейським співтовариством були започатковані в 1953 році, коли перші американські спостерігачі були направлені до Європейського співтовариства вугілля та сталі. Представництво США при ЄОВС офіційно відкрито в Люксембурзі в 1956 році. Представництво Європейської Комісії у Сполучених Штатах у Вашингтоні, округ Колумбія, було засновано в 1954 році, а Представництво Сполучених Штатів при Європейських Співтовариствах, нині Представництво Сполучених Штатів при Європейському Союзі, було створено в 1961 році в Брюсселі. У Брюсселі 25 листопада 2003 р. та 6 травня 2004 р. у Вашингтоні, округ Колумбія, США та ЄС відзначили 50-річчя дипломатичних відносин.

### Формалізоване співробітництво
У 1990 р. відносини США з Європейським співтовариством були оформлені прийняттям Трансатлантичної декларації. Таким чином було започатковано регулярний політичний діалог між США та ЄС на різних рівнях, включаючи регулярні саміти. Співпраця зосередилася на сферах економіки, освіти, науки та культури.
Нова трансатлантична програма (NTA), яка була започаткована на саміті в Мадриді в 1995 році, сприяла розвитку співпраці. NTA містить чотири широкі цілі для співпраці США та ЄС: сприяння миру та стабільності, демократії та розвитку у всьому світі; реагування на глобальні виклики; сприяння розширенню світової торгівлі та зміцненню економічних відносин; і будівництво мостів через Атлантику.

У зв'язку з ухваленням Нового трансатлантичного порядку денного було розроблено спільний план дій ЄС-США, який зобов'язує ЄС і США здійснити велику кількість заходів у загальних сферах співпраці. Як продовження зусиль НТА, на Лондонському саміті 1998 року було досягнуто домовлености про активізацію співпраці у сфері торгівлі, результатом якої стало Трансатлантичне економічне партнерство (TEP). TEP охоплює як двосторонню, так і багатосторонню торгівлю. На двосторонній основі ТЕП усуває різні види перешкод у торгівлі та прагне укласти угоди про взаємне визнання у сферах товарів і послуг. Крім того, існує співпраця у сфері державних закупівель та права інтелектуальної власности. На багатосторонньому рівні основна увага приділяється подальшій лібералізації торгівлі в рамках Світової організації торгівлі з метою зміцнення світової торгівлі. У цю роботу мають бути інтегровані інтереси бізнес-сектора, навколишнього середовища та споживачів.

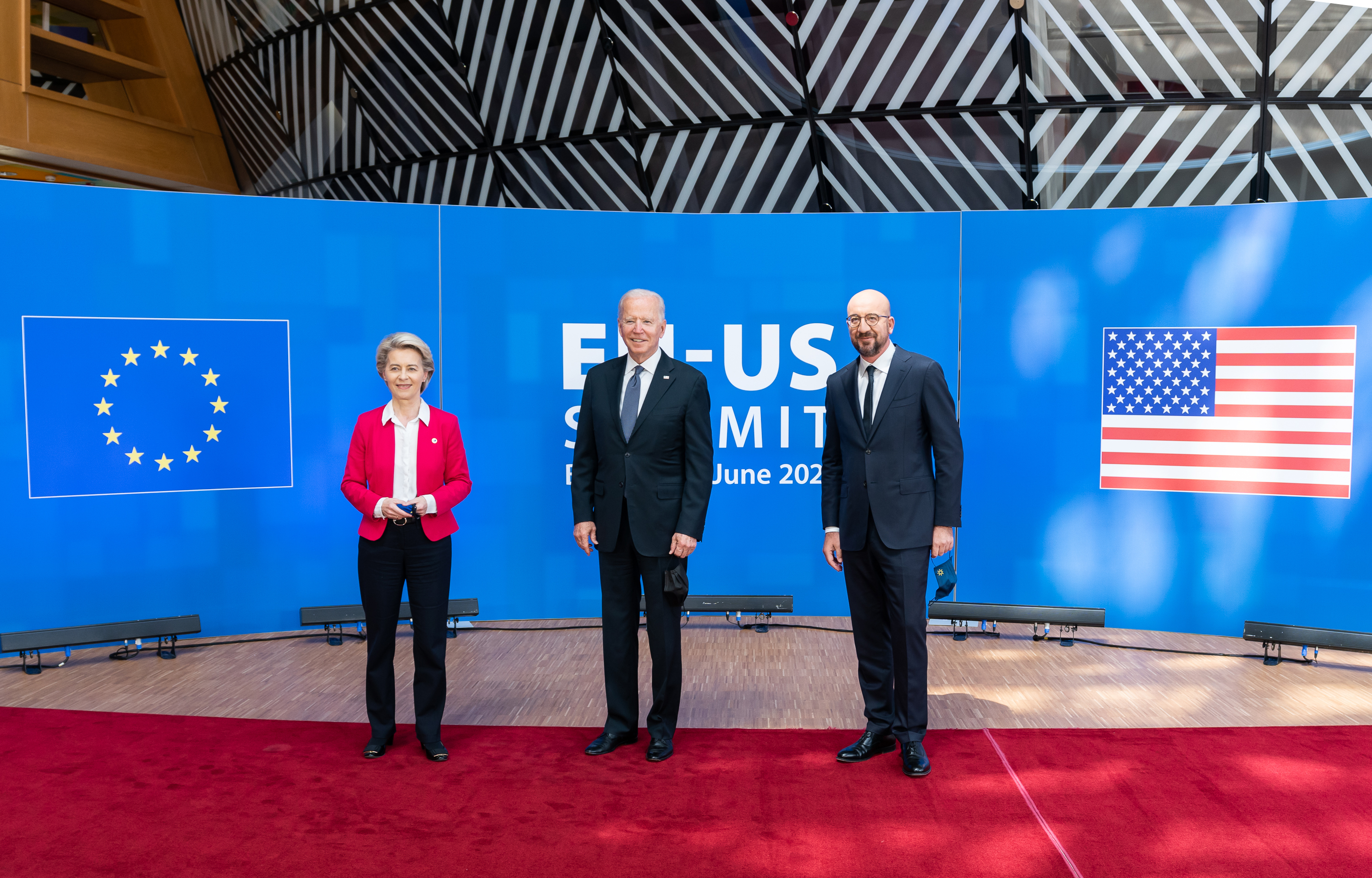
Президент Європейської комісії фон дер Ляєн (ліворуч), президент США Байден (у центрі) і президент Європейської ради Мішель (праворуч) у Брюсселі в червні 2021 року

При будівництві мостів через Атлантику було налагоджено низку діалогів між людьми. Мета – дати можливість окремим акторам висловити свою думку. У зв'язку з кожною зустріччю на вищому рівні відводиться час для зустрічей з представниками одного або кількох із цих діалогів, які включають Трансатлантичний бізнес-діалог (TABD); Трансатлантичний споживчий діалог (TACD); Transatlantic Policy Network (TPN), неурядове об'єднання членів Конгресу США і Європейського парламенту, бізнес-лідерів і аналітичних центрів; Трансатлантичний екологічний діалог (TAED); та Трансатлантичний діалог законодавців (TLD).
Разом США та ЄС домінують у світовій торгівлі, вони відіграють провідну роль у міжнародній дипломатії та військовій силі. Те, що кожен говорить, має велике значення для більшої частини решти світу. І США, і більшість країн- членів ЄС є членами Організації Північноатлантичного договору (НАТО). І все ж вони регулярно не погоджуються один з одним з широкого кола конкретних питань, а також часто мають досить різні політичні, економічні та соціальні програми. Оскільки ЄС не має повністю інтегрованої зовнішньої політики, відносини можуть бути складнішими, якщо країни-члени не мають спільної узгодженої позиції, оскільки зовнішня політика ЄС була розділена під час війни в Іраку. Розуміння відносин сьогодні означає перегляд подій, які передували створенням Європейського економічного співтовариства (попередника сьогоднішнього Європейського Союзу).
Європейський досвід роботи з адміністрацією Трампа (2017–2021 рр.) залишив невизначеність щодо реалістичної перспективи довгострокової передбачуваности зовнішньої політики США. У цей період поглибилися протиріччя між обома сторонами, включаючи торгівлю, кліматичні дії та приєднання до міжнародних договорів.
2 грудня 2020 року, після президентських виборів у США 2020 року, у спільному повідомленні, опублікованому Європейською комісією, викладено пропозицію щодо нового порядку денного покращення відносин ЄС-США з новою адміністрацією Байдена, яка прагне до партнерства у чотирьох основних політиках. сфери: реагування на охорону здоров’я, зміна клімату, торгівля та технології та безпека.
5 березня 2021 року, після розмови між президентом Комісії ЄС Урсулою фон дер Ляєн і президентом США Джо Байденом, ЄС і США погодилися призупинити всі відповідні тарифи, пов’язані зі суперечками Airbus і Boeing, на 4 місяці.
20 вересня 2021 року президент Комісії ЄС Урсула фон дер Ляєн назвала «неприйнятним» ставлення до однієї з країн-членів ЄС (Франції) щодо угоди про підводні човни AUKUS, коли Австралія, США та Велика Британія домовилися про оборонний пакт про відмову від давня угода Австралії з Францією. Так само президент Європейської ради Шарль Мішель засудив «відсутність лояльности» з боку США.
Засідання Ради ЄС-США з торгівлі та технологій (TTC) пройшло вперше 29 вересня 2021 року в Піттсбурзі.

## Порівняння
|                                                                      | Європейський Союз | США |
| -------------------------------------------------------------------- | --- | --- |
| Населення                                                            | 447,206,135 (2020) | 328,239,523 (2019) |
| ВВП (ДПП)                                                            | $20.918 трильйонів (2021) | $22.675 трильйонів (2021) |
| ВВП (номінальний)                                                    | $17.128 трильйонів (2021) | $22.675 трильйонів (2021) |
| ВВП (номінал) на душу населення                                      | $45,541 (2020) | $67,426 (2020) |
| Глобальний експорт товарів $ мільярдів і світовий% і ранг            | 1932 (2016) 15.4% (2) | 1455 (2016) 11.6% (3) |
| Глобальний імпорт товарів$ мільярдів і світовий% і ранг              | 1889 (2016) 14.8% (2) | 2251 (2016) 17.6% (1) |
| Експорт глобальних комерційних послуг $ мільярдів і світовий% і ранг | 917 (2016) 24.9% (1) | 733 (2016) 19.9% (2) |
| Глобальний імпорт комерційних послуг $ мільярдів і світовий% і ранг  | 772 (2016) 21.1% (1) | 482 (2016) 13.2% (2) |
| Площа                                                                | 4 233 262 км2 (1 634 472 миля2) | 9 826 630 км2 (3 794 080 миля2) |
| Густота населення                                                    | 106/км2 (274.5/sq mi) | 35/км2 (90.6/sq mi) |
| Столиця                                                              | Брюссель (де-факто) | Вашингтон |
| Глобальні міста                                                      | Paris, Amsterdam, Milan, Frankfurt, Madrid, Brussels, Warsaw, Stockholm, Vienna, Dublin, Luxembourg, Munich, Bucharest, Lisbon, Prague | Нью-Йорк, Лос-Анджелес, Чикаго, Сан-Франциско, Бостон |
| Уряд                                                                 | Наднаціональна парламентська демократія на основі європейських договорів | Федеративна президентська республіка заснована конституції США |
| Перший лідер                                                         | Президент вищої влади Жан Моне | Президент Джордж Вашингтон |
| Поточний керівник                                                    | Голова ради Шарль Мішель Голова комісії Урсула фон дер Ляєн | Президент Джо Байден |
| Нинішній віце-лідер                                                  | Vice Commission President Frans Timmermans | Віце-президент Камала Гарріс |
| Законодавчий орган                                                   | Рада Європейського Союзу та Європейський парламент | Конгрес США |
| Офіційні мови                                                        | 24 офіційні мови, з яких 3 вважаються "процедурними" (англійська , французька та німецька) | Англійська (де-факто лише національна мова) |
| Основні релігії                                                      | 72% християн (48% римські католики, 12% протестанти, 8% православні, 4% інші християни), 23% нерелігійні, 3% інші, 2% іслам | 70,6% християн (46,5% протестантів, 20,8% католициків, 1,6% мормоністів, 1,7% інших християн), 22,8% нерелігійні, 1,9% юдеїв, 1% іслам.                                                                                       |
| Етнічні групи                                                        | німці (близько 83 мільйонів), французи (близько 67 мільйонів),італійці (близько 60 мільйонів), іспанці (близько 47 мільйонів), поляки (близько 46 мільйонів), румуни (близько 16 мільйонів), нідерландці (близько 13 мільйонів), греки (близько 11 мільйонів), португальці (бл. 11 млн.) та інші | 77,1% білі американці, 13,3% афроамериканці, 5,6% азійські американці, 2,6% двох або більше рас, 1,2% корінні американці, 0,2% корінні народи гавайських або Тихоокеанських островів, 17,6% латиноамериканці (будь-якої раси) |

## Торгівля

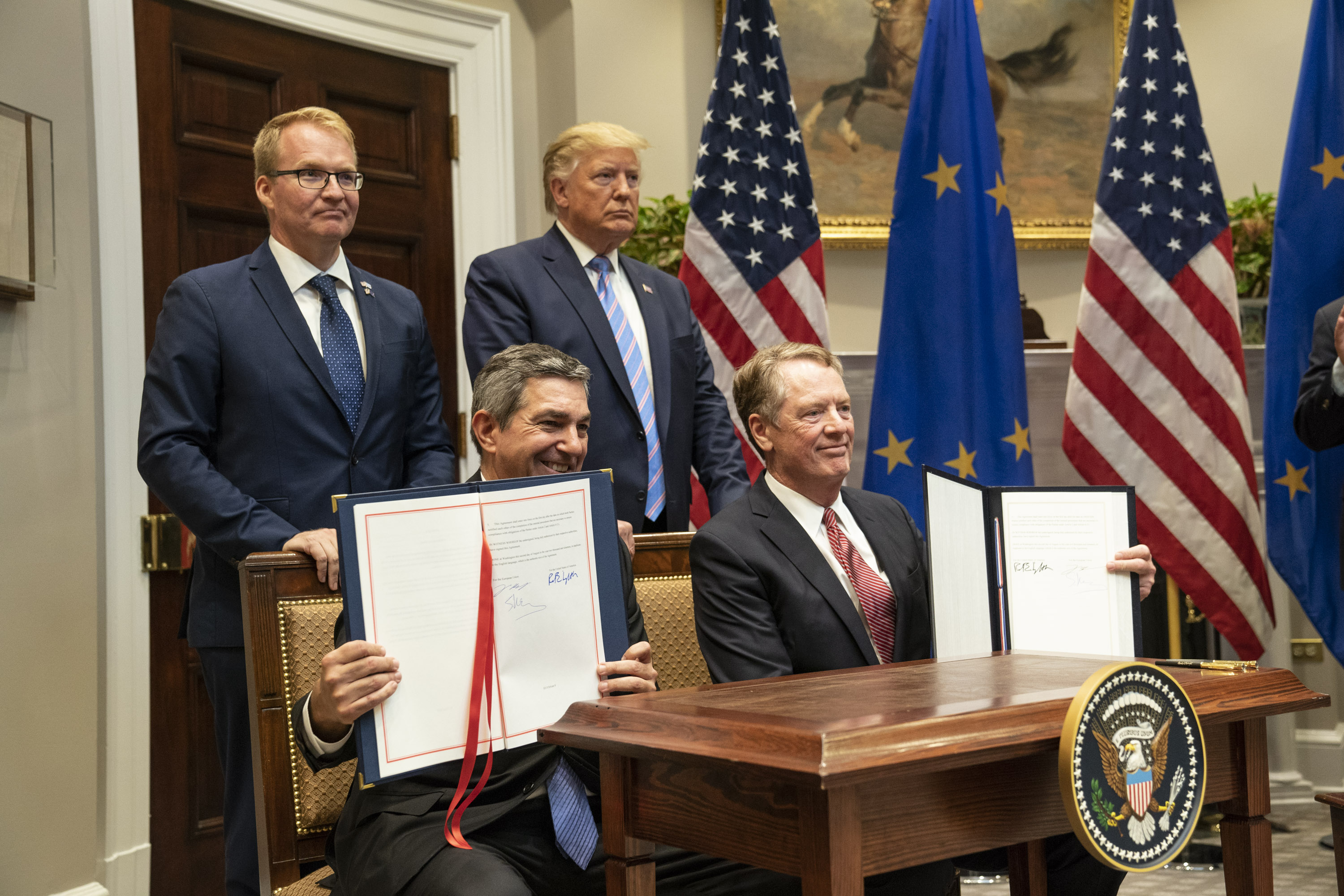
У 2019 році представники ЄС та США підписали торгову угоду

Євро-американські відносини в першу чергу стосуються торговельної політики. ЄС є майже єдиним торговим блоком, і це, разом із політикою конкуренції, є основними питаннями суті між ЄС та США. Разом вони становлять 60% світового ВВП, 33% світової торгівлі товарами і 42% світової торгівлі послугами. Зростання економічної могутности ЄС призвело до низки торговельних конфліктів між двома державами; хоча обидва залежать від економічного ринку іншого, і суперечки зачіпають лише 2% торгівлі. Подробиці торгових потоків див. нижче.
| Напрямок торгівлі | Товари          | послуги         | Інвестиції      | Всього          |
| ----------------- | --------------- | --------------- | --------------- | --------------- |
| ЄС до США         | 260 млрд євро   | 139,0 млрд євро | 112,6 млрд євро | 511,6 млрд євро |
| США в ЄС          | 127,9 млрд євро | 180 млрд євро   | 144,5 млрд євро | 452,4 млрд євро |

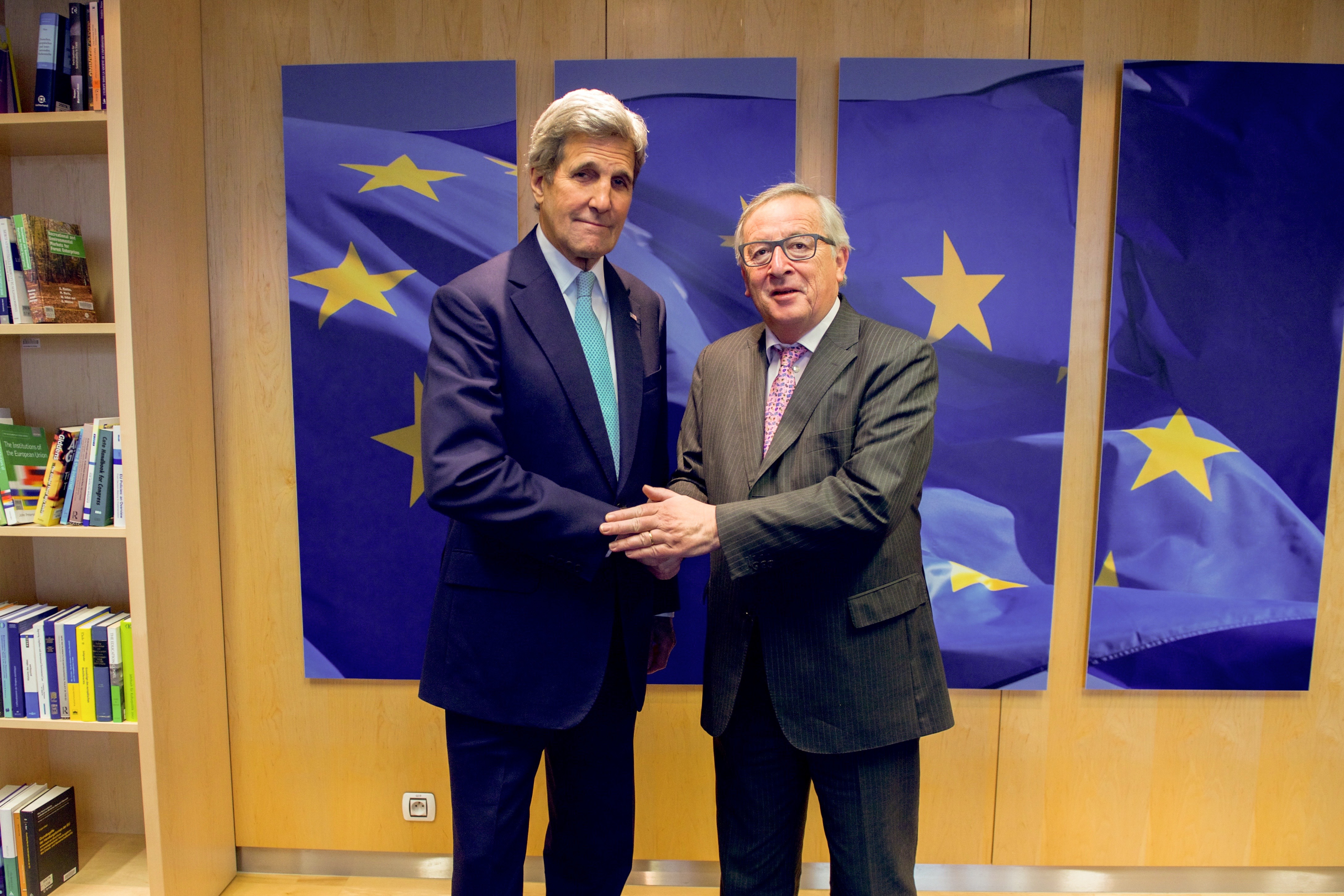
Держсекретар США Джон Керрі та президент Європейської комісії Жан-Клод Юнкер у 2016 році.

У 2007 році було створено Трансатлантичну економічну раду для керівництва економічним співробітництвом між ними. Його очолюють США. Заступник радника з питань національної безпеки з міжнародних економічних питань та комісар ЄС з питань торгівлі. Однак це ще не дало солідних результатів. Трансатлантична зона вільної торгівлі була запропонована у 1990-х і пізніше в 2006 році канцлером Німеччини Анґелою Меркель у відповідь на зрив раунду торгових переговорів у Досі. Проте протекціонізм з обох сторін може стати перешкодою для будь-якої майбутньої угоди. Останні події призвели до пропозиції нової угоди під назвою Трансатлантичне торговельне та інвестиційне партнерство (TTIP) між США та ЄС. Ця угода має на меті сприяння економічному зростанню через двосторонню торгівлю та інвестиції. У серпні 2019 року Трамп оголосив про угоду про збільшення експорту яловичини до Європейського Союзу. Торговий представник США Роберт Лайтхайзер підписав угоду з Яні Рааппаною, який представляє головуючу в ЄС, і послом Делегації ЄС Ставросом Ламбрінідісом.
ЄС є одним з основних торгових партнерів США: у 2016 році Європейський Союз (28) становить 18,7% експорту товарів США та 18,9% імпорту товарів США. У 2016 році Європейський Союз (28) становить 30,9% експорту комерційних послуг США та 35,3% імпорту комерційних послуг США.
США є одним з основних торговельних партнерів ЄС: у 2016 році на США припадає 20,1% експорту товарів Європейського Союзу (28) та 14,2% імпорту товарів Європейського Союзу (28). У 2016 році на США припадає 27,2% експорту комерційних послуг Європейського Союзу (28) та 30,5% імпорту комерційних послуг Європейського Союзу (28).
У серпні 2020 року ЄС і США домовилися, вперше за два десятиліття, знизити певні тарифи (за принципом найбільшого сприяння, тобто мита знято для всіх торгових партнерів).

## Співпраця

### Енергія та стійкість
США та ЄС співпрацюють у сфері енергетики та стійкости. Загальною метою обох сторін є лібералізація та підвищення стійкости на світових енергетичних ринках. Ця співпраця офіційно розпочалася у 2009 році, коли була заснована Енергетична рада ЄС-США. Ця установа регулярно проводить зустрічі та розглядає такі теми, як: проблеми енергетичної безпеки, зміна клімату, відновлювана енергія, ядерна безпека та дослідження.
У лютому 2021 року президент Європейської комісії Урсула фон дер Ляєн заявила, що Європейський Союз і Сполучені Штати повинні об’єднати зусилля в боротьбі зі зміною клімату та узгодити нову структуру для цифрового ринку, щоб обмежити владу великих технологічних компаній. І ЄС, і США поставили цілі до 2050 року скоротити чисті викиди парникових газів і стати «чистою нульовою економікою» відповідно.

### Оборонні контракти
У березні 2010 року EADS і її партнер в США розірвали контракт на будівництво літаків-заправників вартістю 35 доларів. млрд. Раніше вони виграли тендер, але його повторили, і EADS стверджував, що новий процес був упередженим до Boeing. Європейська комісія заявила, що буде «надзвичайно прикро», якщо тендерний процес виявиться упередженим. У Вашингтоні існували значні спротиви EADS через триваючу суперечку Boeing-Airbus (належить EADS).

## Проблеми

### Саміти ЄС-США
Проводяться саміти між політиками Сполучених Штатів та Європейського Союзу. Коли вони відбуваються в Європі, вони історично відбуваються в країні, яка головує в Європейському Союзі за ротацією.
| Рік      | Приймаюча країна  | Місцезнаходження           |
| -------- | ----------------- | -------------------------- |
| 1995 рік | Іспанія           | Мадрид                     |
| 1997 рік | Нідерланди        | Гаага                      |
| 1997 рік | США               | Вашингтон, округ Колумбія  |
| 1998 рік | Велика Британія a | Лондон                     |
| 1998 рік | США               | Вашингтон, округ Колумбія  |
| 1999 рік | США               | Вашингтон, округ Колумбія  |
| 2000 рік | Португалія        | Келуш                      |
| 2001 рік | Швеція            | Гетеборг                   |
| 2002 рік | США               | Вашингтон, округ Колумбія  |
| 2003 рік | США               | Вашингтон, округ Колумбія  |
| 2004 рік | Ірландія          | Шеннон                     |
| 2005 рік | США               | Вашингтон, округ Колумбія  |
| 2006 рік | Австрія           | Відень                     |
| 2007 рік | США               | Вашингтон, округ Колумбія  |
| 2008 рік | Словенія          | Любляна                    |
| 2009 рік | Чехія             | Прага (неформальний саміт) |
| 2009 рік | США               | Вашингтон, округ Колумбія  |
| 2010 рік | Іспанія           | Мадрид                     |
| 2010 рік | США               | Вашингтон, округ Колумбія  |
| 2011 рік | США               | Вашингтон, округ Колумбія  |
| 2014 рік | Бельгія           | Брюссель                   |
| 2017 рік | Бельгія           | Брюссель                   |
| 2021 рік | Бельгія           | Брюссель                   |

↑  Сполучене Королівство було членом ЄС у той час, коли відбувся саміт.

### Субсидії Boeing і Airbus
Ці дві компанії є основними конкуруючими виробниками літаків, і Boeing, і Airbus звинувачуються в отриманні форм субсидій від Сполучених Штатів та від деяких країн-членів Європейського Союзу відповідно. Обидві сторони критикували один одного за це.
У грудні 2020 року Сполучені Штати оголосили про плани ввести додаткові мита на певну продукцію з Франції та Німеччини, зокрема на частини для літаків і вина, у відповідь на мита, введені Європейським Союзом.

### Генетично модифікована їжа
Генетично модифікована їжа є ще однією важливою областю розбіжностей між ними. ЄС перебуває під внутрішнім тиском держав-членів, які хочуть обмежити зростання та імпорт генетично модифікованих харчових продуктів, доки їхня безпека не буде доведена до задоволення населення.

### Видача
2 листопада 2005 року The Washington Post стверджувала, що Сполучені Штати утримують кілька секретних в’язниць (або «чорних сайтів») у Східній Європі. Однак Польща та Румунія спростували ці звинувачення. Крім того, з 2001 року літаки Центрального розвідувального управління (ЦРУ), на борту яких перевозили підозрюваних у тероризмі, таємно зупинялися в кількох країнах Західної Європи. Бельгія, Ісландія, Іспанія та Швеція почали розслідування. 30 листопада The Guardian підрахувала, що літаки ЦРУ близько 300 разів приземлялися в європейських аеропортах. Більшість літаків приземлилися б у Німеччині та Великій Британії як транзитний пункт до Східної Європи, Північної Африки (можливо, Марокко та Єгипет) або Близького Сходу (можливо, Сирії та Йорданії). Тим часом Європейська комісія від імені Європейського Союзу звернулася до Сполучених Штатів з проханням надати роз’яснення. У США відмовилися підтвердити або спростувати цю інформацію.
Протягом кількох років Європейський парламент розслідував рейси з екстраординарною передачі через Європу, і він створив тимчасовий комітет з цього питання. ЄС також виступив проти використання табору Гуантанамо і запропонував прийняти деяких колишніх ув'язнених, коли адміністрація президента США Барака Обами оголосила про його закриття.

### Смертна кара
У Сполучених Штатах смертна кара є юридичною формою покарання, тоді як усі країни-члени Європейського Союзу її повністю скасували і вважають її застосування порушенням основних прав людини. Це іноді викликає проблеми у відносинах ЄС-США, оскільки в Європейському Союзі заборонено дозволяти екстрадицію громадянина в країну, де смертна кара є законною мірою покарання, якщо не буде надано гарантії, що таке покарання не буде використано.

### Міжнародний кримінальний суд
Позиції в Сполучених Штатах щодо Міжнародного кримінального суду дуже різняться. Адміністрація Клінтона підписала Римський статут у 2000 році, але не подала його на ратифікацію Сенатом. Адміністрація Буша, адміністрація США на момент заснування ICC, заявила, що не буде приєднуватися до ICC. Згодом адміністрація Обами відновила робочі відносини з судом.

### Війна в Іраку
Війна в Іраку розділила думки всередині європейських країн і в Сполучених Штатах, деякі держави підтримують військові дії, а деякі проти. Європейська громадська думка була рішуче проти війни. Це спричинило серйозний трансатлантичний розрив, особливо між державами на чолі з Францією та Німеччиною, з одного боку, які виступали проти військових дій, і США з Великою Британією, Італією, Іспанією та Польщею.

### Кіотський протокол
Європейський Союз є одним із головних прихильників Кіотського протоколу, метою якого є боротьба з глобальним потеплінням. Сполучені Штати, які спочатку підписали протокол під час його створення під час адміністрації Клінтона, ніколи не ратифікували цей захід Сенатом Сполучених Штатів, що є важливою вимогою для надання протоколу сили закону в Сполучених Штатах. Пізніше, у березні 2001 року, за президента Джорджа Буша -молодшого, Сполучені Штати вилучили свій підпис з протоколу, що призвело до великої ворожнечі між Сполученими Штатами та європейськими країнами. У 2008 році президент Барак Обама заявив, що планує встановлювати щорічні цілі щодо скорочення викидів, хоча це не включає Кіотський протокол — імовірно, тому що країни, що розвиваються, звільнені.

### Взаємність безвізового режиму
ЄС вимагає від США взаємности щодо програми безвізу для всіх своїх членів. Європейський Союз погрожує можливістю ввести візи для американських громадян, які поширюватимуться на весь ЄС, за винятком Франції щодо її найвіддаленіших регіонів та Ірландії, які діють у візовій політиці, відмінній від Шенгенського acquis. У 2008 році багатьом новим членам ЄС із Центральної Європи було надано безвізовий доступ до США, і наразі чотири з 27 членів ЄС (Болгарія, Хорватія, Кіпр та Румунія) не мають такого доступу.

### Конфіденційність
Восени 2015 року, на хвилі одкровень Сноудена в Європі (див. подробиці ), різні інтерпретації конфіденційности, що панують у Сполучених Штатах та Європі, вийшли на поверхню через порушення Міжнародних принципів конфіденційности рішенням суду. Європейського суду.

### Північний потік
У середині червня 2017 року Німеччина та Австрія опублікували спільну заяву, в якій говорилося, що запропонований антиросійський законопроєкт про протидію ворогам Америки за допомогою санкцій оголошує «нову і дуже негативну якість європейсько-американських відносин» і що певні положення стосуються проєктів газопроводів з Росія була незаконною загрозою енергетичній безпеці ЄС.
26 липня 2017 року міністерство закордонних справ Франції назвало нові санкції США незаконними згідно з міжнародним правом через їх екстериторіальний охоплення.
Наприкінці липня 2017 року пропоновані санкції проти Росії викликали жорстку критику та погрози відповідними заходами з боку президента Європейського Союзу Жана-Клода Юнкера. Міністр економіки та енергетики Німеччини Бріжит Зіпріс назвала санкції незаконними за міжнародним правом і закликала Європейський Союз вжити відповідних контрзаходів.

### Шпигунство
У секретних документах, отриманих німецьким новинним журналом Der Spiegel у 2013 році, зазначено, що офіси Європейського Союзу в Сполучених Штатах і штаб-квартири ООН були мішенню для шпигунства з боку Агентства національної безпеки (АНБ), розвідувального офісу, яким керує уряд Сполучених Штатів. Звіти показали, що Сполучені Штати прослуховували офіси, отримували доступ до внутрішніх комп’ютерних мереж, отримували документи та електронні листи та прослуховували телефонні дзвінки. Наступні повідомлення ЗМІ також стверджують, що мішенню також зазнали внутрішні офіси Європейського Союзу в Брюсселі; поряд з офісами ЄС, посольства Індії, Японії, Мексики, Південної Кореї та Туреччини також вказані як цілі в документах. 30 червня 2013 року президент Європарламенту Мартін Шульц зажадав від Вашингтона повного роз’яснення і заявив, що якщо ці звинувачення будуть правдою, то відносини ЄС і США будуть сильно вражені.

### Падіння Афганістану
Падіння Афганістану в серпні 2021 року негативно вплинуло на відносини США та Європейського Союзу.

### Вирішені проблеми

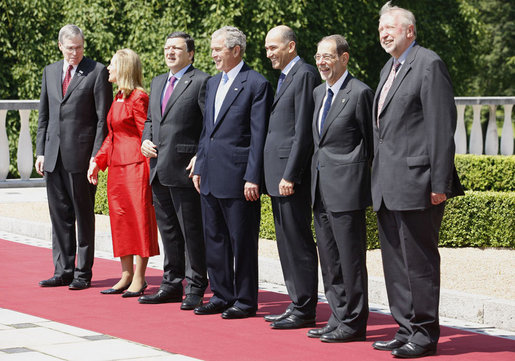
Саміт ЄС-США в замку Брдо в 2008 році

#### Бананові війни
ЄС і США мають тривалі суперечки щодо імпорту бананів до ЄС. У рамках своєї міжнародної допомоги ЄС пропонував тендери на банани з країн Африки, Карибського басейну та Тихого океану за принципом «перший прийшов – першим обслужений». Сполучені Штати стверджували, що віддають перевагу місцевим виробникам у колишніх колоніях країн-членів ЄС, а не корпораціям, що належать США, у Латинській Америці. Адміністрація Клінтона у відповідь ввела великі мита на предмети розкоші, створені в ЄС. До таких товарів належали шотландський кашемір і французький коньячний бренді, виготовлений у вихідному окрузі тодішнього прем'єр-міністра Франції Жана-П'єра Раффарена. Тоді адміністрація Клінтона передала бананові війни до Світової організації торгівлі (СОТ) у 1999 році після того, як Чікіта зробив пожертву в розмірі 500 000 доларів США Демократичній партії. Сторони досягли угоди у 2001 році.

## Делегації
Дипломатичні відносини підтримуються між США та ЄС, як незалежним органом, а також усіма державами-членами ЄС.
ЄС представлений у США Представництвом Європейського Союзу в Сполучених Штатах у Вашингтоні, округ Колумбія. Відкрите в 1954 році, це була перша закордонна делегація попередника ЄС, Європейського співтовариства вугілля та сталі (ЄОВС). Нинішнім послом ЄС у США з 2014 року є Девід О'Салліван. Крім того, всі 27 країн-членів ЄС мають посольства у Вашингтоні, округ Колумбія.
Дипломатичне представництво Сполучених Штатів при ЄС — це представництво США при Європейському Союзі в Брюсселі. Нинішнім послом США в ЄС з 2014 року є Ентоні Гарднер. Сполучені Штати заснували дипломатичне представництво при ЄОВС у 1956 році в місті Люксембург, а в 1961 році — Місію Сполучених Штатів при Європейському співтоваристві в Брюсселі. США мають посольства у всіх 27 країнах ЄС.
Трансатлантична економічна рада є двостороннім форумом економічного співробітництва між ЄС та США, створеним під час саміту США-ЄС у 2007 році. Він збирається щонайменше один раз на рік і його спільно очолюють заступник радника США з національної безпеки з міжнародних економічних питань та Комісар ЄС з питань торгівлі.

## Дипломатія

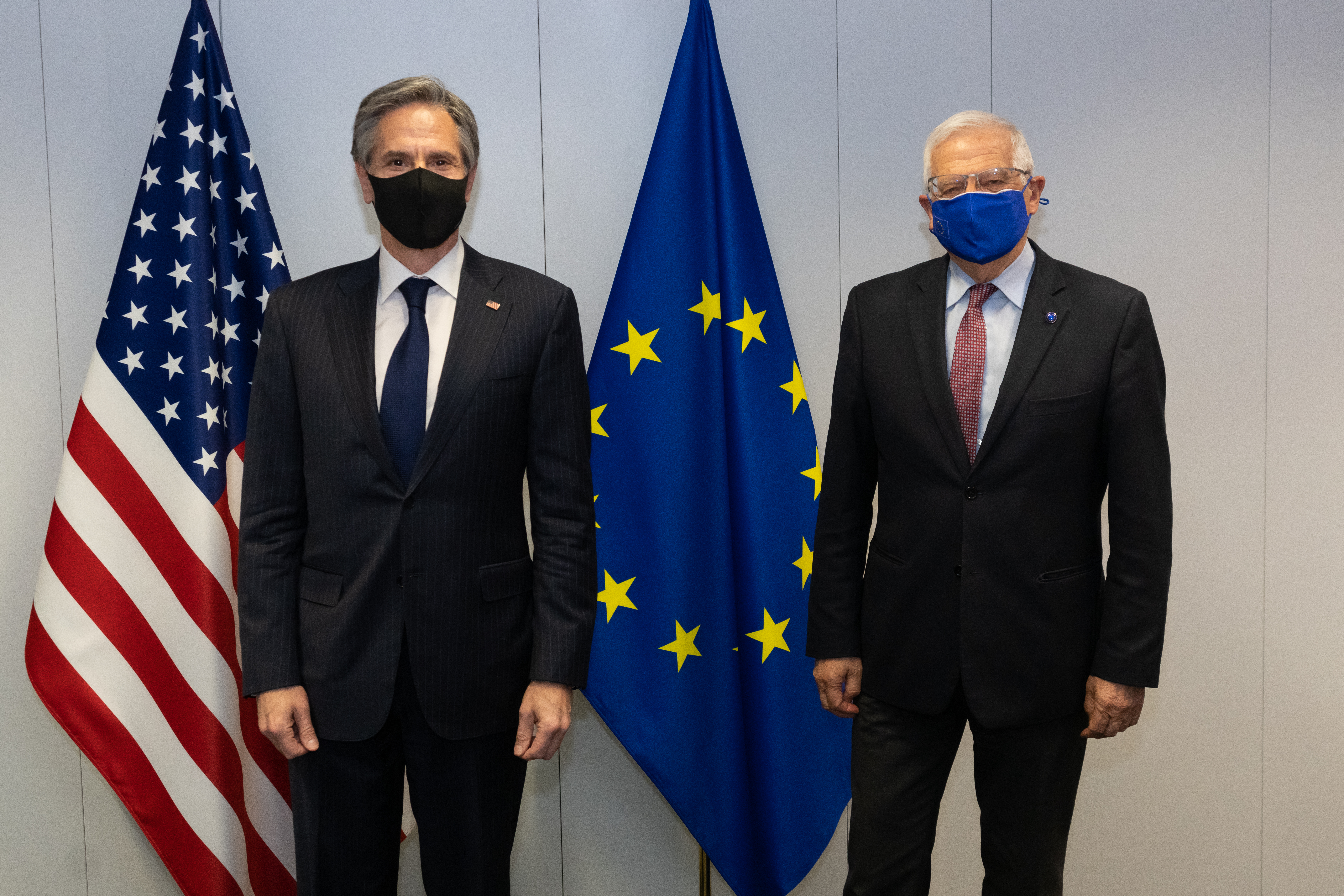
Держсекретар США Блінкен (ліворуч) і Верховний представник ЄС із закордонних справ і політики безпеки та віце-президент Європейської комісії Боррелл (праворуч) у Брюсселі 24 березня 2021 року

США та ЄС поділяють два різних підходи до дипломатії. Вчений Майкл Сміт визначив США як «державу воїнів». Це стосується його дипломатичного підходу, заснованого на суверенітеті, дії держави та використання військового потенціалу. З іншого боку, ЄС демонструє дипломатію, яка є «торговою державою». Це означає, що дипломатія ЄС зосереджена на м’якій силі, переговорах і торгівлі. Дипломатичний стиль ЄС відображає той факт, що між його державами-членами немає сильної та злагодженої зовнішньої політики. Дипломатичні риси США та ЄС також відображаються у їхніх відносинах з ООН. ЄС більше покладається на дозвіл ООН, щоб застосувати силу за кордоном, тоді як США виступають проти дозволу ООН на втручання.

## Подальше читання
- Бірчфілд, Вікі Л. та Аласдер Р. Янг, ред. Трикутна дипломатія між Сполученими Штатами, Європейським Союзом та Російською Федерацією (Palgrave Macmillan, 2018).
- Гарднер, Ентоні Луццатто. Зірки з смужками: важливе партнерство між Європейським Союзом і Сполученими Штатами (Springer Nature, 2020).
- Лундестад, Гейр. Сполучені Штати та Західна Європа з 1945 року: від «імперії» за запрошенням до трансатлантичного дрейфу (Oxford University Press, 2005).
- Лундестад, Гейр, ред. Ще одна велика криза?: Сполучені Штати та Європа з 2000 року (2008)
- Маккормік, Джон. Європейська наддержава (Macmillan Education UK, 2017). онлайн
- Топличану, Стефан Каталін. «Економічна конкуренція між США, Європейським Союзом та Китаєм». у «Виклики суспільства знань» (2019): 1296–1302. онлайн
- Вінанд, Паскалін. Ейзенхауер, Кеннеді та Сполучені Штати Європи (St Martin's Press, 1993).
- Беллоккіо, Лука. L'eterna alleanza? Особливі англоамериканські відносини tra continuità e mutamento , Франко Анджелі, Мілан, 2006